# Carl Haber (Kaufmann)

Carl Haber

Carl Josef Gustav Haber (* 3. Dezember  1842 in Halberstadt; † 1895) war Mitbegründer eines Konsumvereins, einer Kreditgenossenschaft und der Großeinkaufs-Gesellschaft Deutscher Consumvereine m.b.H. (GEG).
Carl Haber lernte in der Kolonialwarenbranche.
In den 1860er Jahren war er Mitbegründer des Konsumvereins Bündheim-Harzburg e.G.m.H. Dem Konsumverein stand er bis zu seinem Tod als Geschäftsführer vor.
1880 gründete er mit 34 Bürgern (darunter Handwerksmeister, Kaufleute, Hoteliers und Beamte) in Neustadt-Harzburg einen „Spar- und Vorschussverein“.
Am 16. März 1881 eröffnete die Kreditgenossenschaft in seinem Haus ihren Geschäftsbetrieb (heute Breite Straße 24). Als Kassierer bildete er mit dem Oberaufseher Friedrich Bock und dem Redakteur Wilhelm Rasche (Kontrolleur) den ersten Vorstand.
1894 gehörte er zu den beiden offiziellen Mitbegründern der Großeinkaufs-Gesellschaft Deutscher Consumvereine m.b.H. (GEG), Hamburg. Für seinen Konsumverein zeichnete er bei der Gründung der Gesellschaft zudem 1.000 Mark von insgesamt 34.500 Mark.
Dem Aufsichtsrat dieser konsumgenossenschaftlichen Waren- und Wirtschaftszentrale gehörte er bis zu seinem Tod 1895 an.